# Jugoslawische Eishockeyliga 1971/72
Die Saison 1971/72 war die 30. Spielzeit der jugoslawischen Eishockeyliga, der höchsten jugoslawischen Eishockeyspielklasse. Meister wurde zum insgesamt sechsten Mal in der Vereinsgeschichte der HK Olimpija Ljubljana.

## Endplatzierungen
1. HK Olimpija Ljubljana
2. HK Jesenice
3. KHL Medveščak Zagreb
4. HK Kranjska Gora
5. HK Slavija Vevče
6. HK Partizan Belgrad